# Citadelle d'Erbil
La citadelle d'Erbil (en kurde :قه‌ڵای هه‌ولێر Qelay Hewlêr) est un tell anciennement fortifié, centre historique de la ville actuelle d'Erbil, dans la région du Kurdistan d'Irak.
La citadelle est inscrite sur la liste du patrimoine mondial depuis le 21 juin 2014.
Les plus anciennes traces d'occupation du tell remontent au 5e millénaire avant J.-C. et peut-être plus tôt. La citadelle apparaît pour la première fois dans les sources historiques des tablettes d'Ebla vers 2300 av. J.-C. et revêt une importance particulière pendant la période néo-assyrienne. Pendant la période sassanide et le califat abbasside, Erbil était un centre important pour le christianisme. Après la capture de la citadelle par les Mongols en 1258, l'importance d'Erbil a diminué. Au cours du XXe siècle, la structure urbaine a été considérablement modifiée, cause de la destruction de nombreuses maisons et bâtiments publics. En 2007 a été créé un Haut Commissariat à la revitalisation de la citadelle d'Erbil (HCECR), chargé de superviser la restauration du centre historique. La même année, les habitants ont été expulsés de la citadelle dans le cadre d'un vaste projet de restauration. Depuis lors, des travaux de recherche et de restauration archéologiques ont été réalisés à l'intérieur du tell et aux alentours du bâtiment par des équipes internationales, en coopération avec des spécialistes locaux. Le gouvernement envisage que 50 familles puissent vivre dans la citadelle quand elle aura été rénovée.
Les bâtiments situés sur le monticule s'étalent sur une zone ovale couvrant approximativement de 430 × 340 mètres pour une superficie de 102 000 mètres carrés. La seule structure religieuse qui survit actuellement est la mosquée Mulla Afandi. Le monticule s'élève entre 25 et 32 mètres au-dessus de la plaine environnante. Quand elle était entièrement occupée, la citadelle était divisée en trois districts ou mahallas : d'est en ouest, le Serai, le Takya et le Topkhana. Le Serai était occupé par des familles notables, le district de Takya a été nommé d'après les maisons de derviches appelées takyas, et le district de Topkhana abritait des artisans et des agriculteurs.

## Histoire

### Préhistoire
Le site de la citadelle peut avoir été occupé dès le Néolithique. En effet des fragments de poterie datant peut-être de cette période ont été trouvés sur les pentes du monticule. Les premières preuves claires d'occupation viennent de la période Chalcolithique, avec des fragments ressemblant à des poteries des périodes Ubaid et Uruk dans la Jazira et le sud-est de la Turquie, respectivement. Compte tenu de cette occupation précoce, la citadelle est parfois qualifiée de plus ancien site continuellement occupé dans le monde,.

### Premières attestations
Erbil apparaît pour la première fois dans des sources littéraires autour de 2300 avant J.-C. dans les archives d'Ebla. Selon Giovanni Pettinato, il est mentionné dans deux tablettes, dont Irbilum.
Plus tard, Erridupizir (en), roi de Gutium, a capturé la ville en 2200 avant J.-C..
À la fin du IIIe millénaire avant J.-C., Erbil est mentionné dans les documents historiques de la période Ur III comme Urbilum. Le roi Shulgi a détruit Urbilum dans sa 43e année de règne, et pendant le règne de son successeur Amar-Sin, Urbilum a été incorporé à Ur III. Au XVIIIe siècle av. J.-C., Erbil apparaît dans une liste de villes qui ont été conquis par Shamshi-Adad de Haute Mésopotamie et Dadusha d'Eshnunna pendant leur campagne contre la terre de Qabra. Shamshi-Adad installa des garnisons dans toutes les villes du pays d'Urbil. Au cours du IIe millénaire avant J.-C., Erbil fut incorporée en Assyrie. Erbil a servi de point de départ pour des campagnes militaires vers l'est,.

### De la conquête musulmane à la domination ottomane

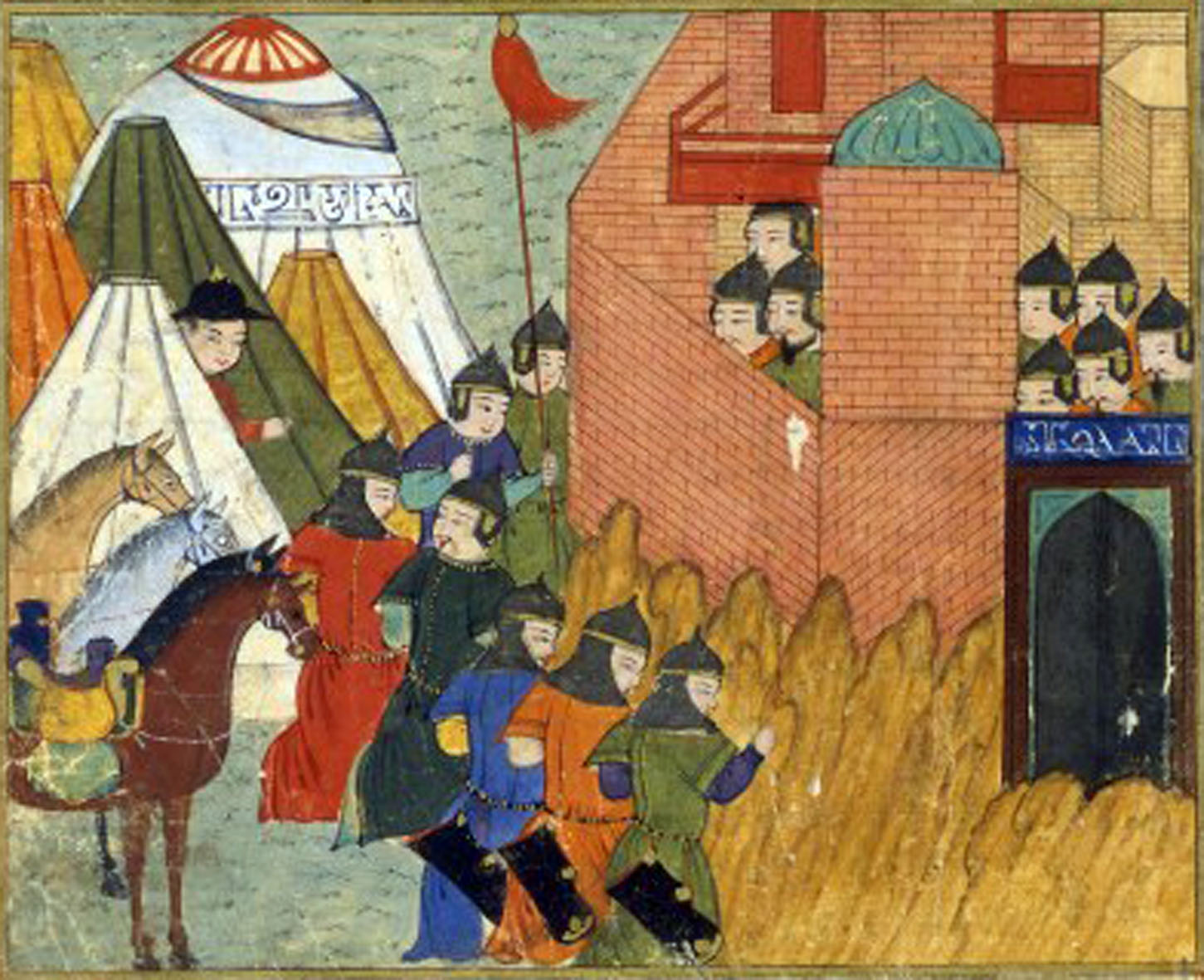
Siège d'Erbil par les Mongols en 1258. Peinture du XVe siècle.

### Époque moderne
Le nombre d'habitants dans la citadelle a progressivement diminué tout au long du XXe siècle, ceux-ci ayant préféré se loger plus confortablement dans des maisons plus grandes, avec jardin, à l'extérieur des murs.

### La citadelle et le bazar
La ville d'Erbil est définie par la butte circulaire centrale de la citadelle, soit 102 000 m² de terrains surélevés de 26 mètres au-dessus de la ville environnante, présumée avoir été commencée dans l'Antiquité comme un tell. Au sud s'étend un dédale de ruelles, ancien cœur commercial de la ville, avec le grand marché en plein air de Lana où autrefois les étals vendaient de l'artisanat du cuir  remplacé par un grand centre commercial moderne. Le marché couvert, connu sous le nom de Qasariyah, reste en grande partie inchangé : un labyrinthe de petites ruelles protégées du soleil et de la pluie par un treillis de tôle ondulée abritant bijoutiers, cordonniers, charpentiers, ferblantiers et bouchers.

## Architecture et organisation

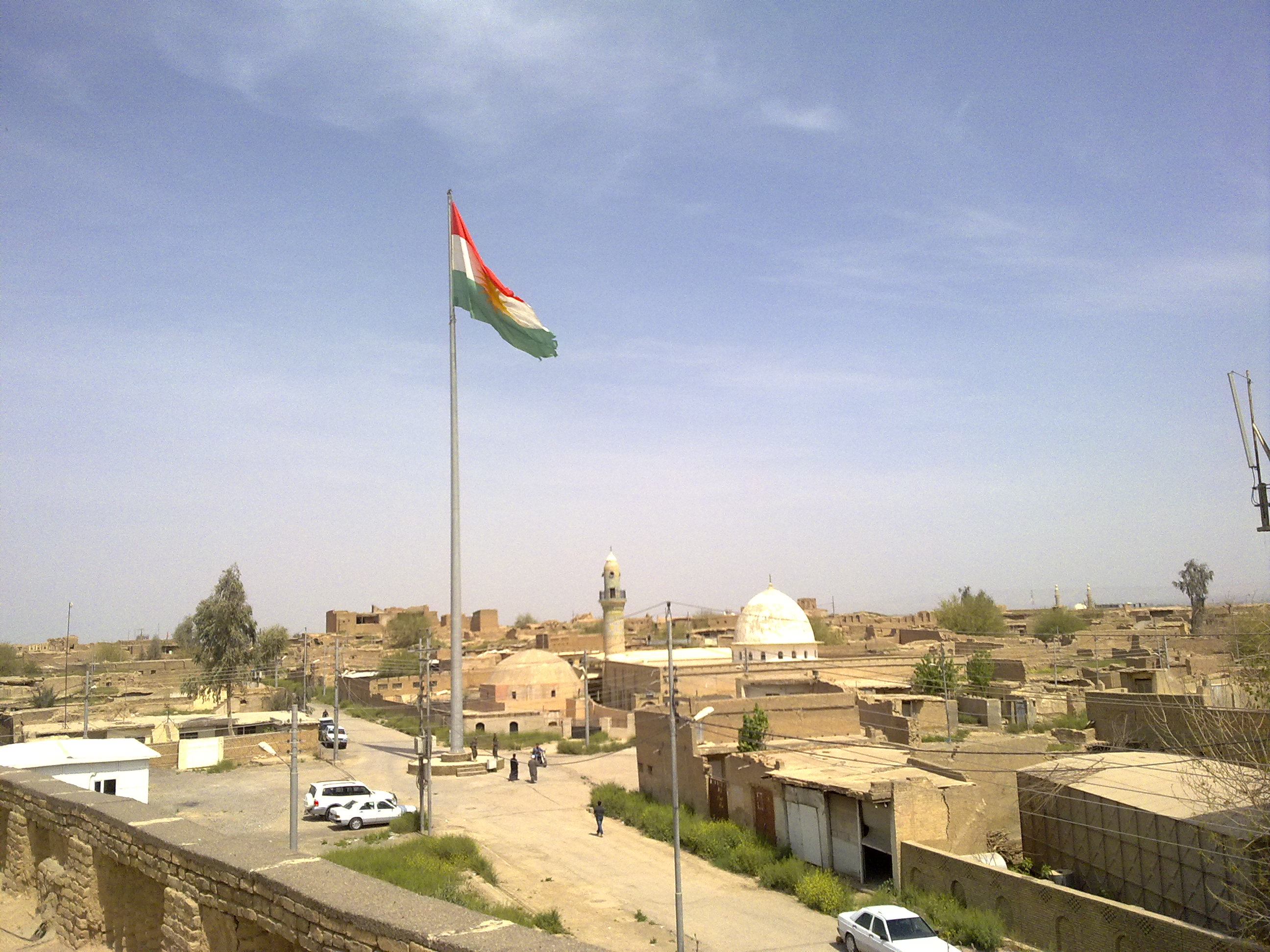
Maisons au sommet de la citadelle, avec l'artère principale nord-sud, au centre.

La citadelle est située sur un grand tell - ou monticule de peuplement - de forme à peu près ovale, qui mesure entre 25 et 32 m de haut. La zone au sommet du monticule mesure 430 × 340 m et couvre 102 000 m². Le sol naturel a été trouvé à une profondeur de 36 m sous la surface actuelle du monticule. L' angle des pentes du monticule de la citadelle est d'environ 45°. Trois rampes, situées sur les pentes nord, est et sud du tell, mènent aux portes de l'anneau extérieur des maisons. La porte sud, la plus ancienne, a été reconstruite au moins une fois, en 1860, et démolie en 1960. La porte actuelle a été construite en 1979. La porte est, appelée porte du harem, était utilisée par les femmes. On ne sait pas clairement quand la porte nord a été ouverte. Une source prétend qu'elle a été ouverte en 1924, tandis qu'une autre observe qu'il n'y avait que deux portes en 1944, les portes sud et est.

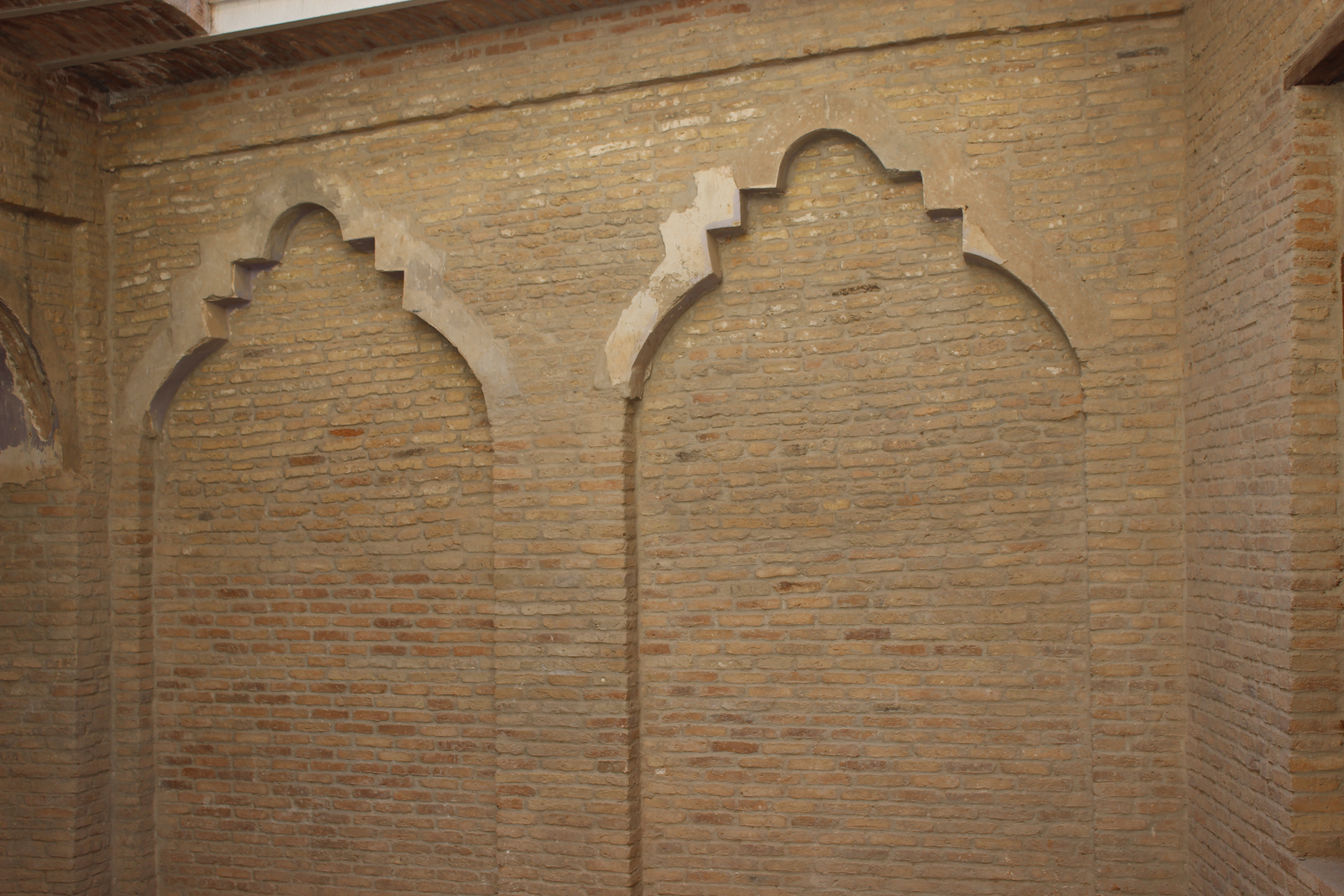
Ornements d'une maison traditionnelle de la citadelle d'Erbil.

Au début du XXe siècle, il y avait sur la citadelle trois mosquées, deux écoles, deux takyas et un hammam sur la citadelle. La citadelle a également abrité une synagogue jusqu'en 1957. La seule structure religieuse qui survit actuellement est la mosquée Mulla Afandi, qui a été reconstruite sur l'emplacement d'une mosquée du XIXe siècle. Le hammam a été construit en 1775 par Qassim Agha Abdullah. Il a été mis hors service dans les années 1970 et a été rénové en 1979, bien que de nombreux détails architecturaux d'origine aient été perdus,.

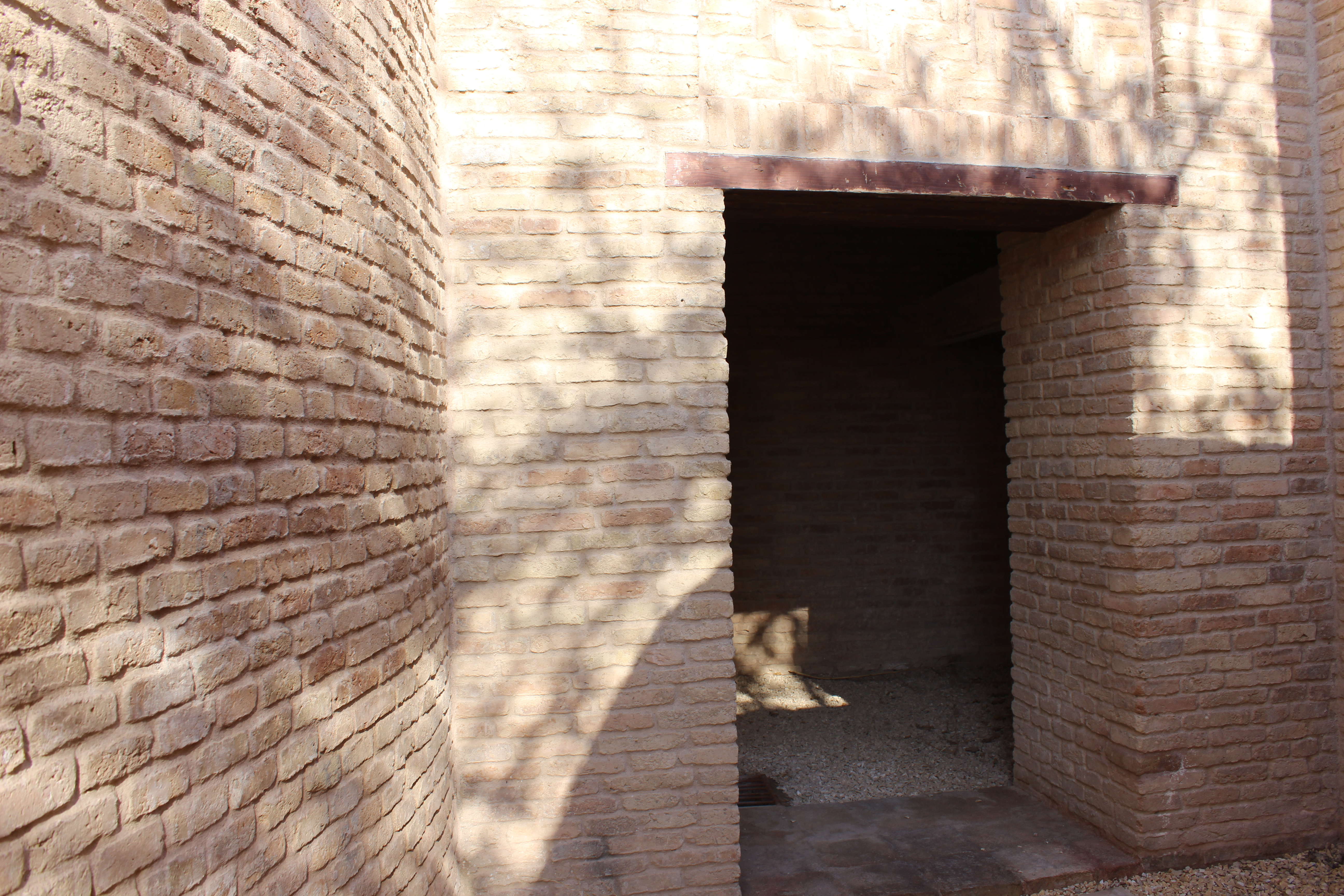
Entrée d'une maison traditionnelle de la citadelle.

Lorsqu'elle était encore occupée, la citadelle était divisée en trois quartiers ou mahallas : d'est en ouest le Serai, le Takya et le Topkhana. Le Serai était occupé par des familles de notables ; le district de Takya a été nommé d'après les maisons des derviches, qui sont appelées takyas ; et le district de Topkhana abritait des artisans et des agriculteurs. Un inventaire de 1920 a montré qu'à cette époque, la citadelle était divisée en 506 parcelles d'habitation. Depuis, le nombre de maisons et d'habitants a progressivement diminué. Par exemple, en 1984, 4 466 personnes vivaient dans 375 maisons, alors qu'un recensement de 1995 a montré que la citadelle ne comptait que 1 631 habitants dans 247 maisons. Jusqu'à l'ouverture de la principale artère nord-sud, les rues du monticule de la citadelle rayonnaient vers l'extérieur depuis la porte sud comme les branches d'un arbre. Les rues mesuraient entre 1 et 2,5 m de large et variaient en longueur de 300 m pour les ruelles principales à 30 à 50 m pour les impasses.

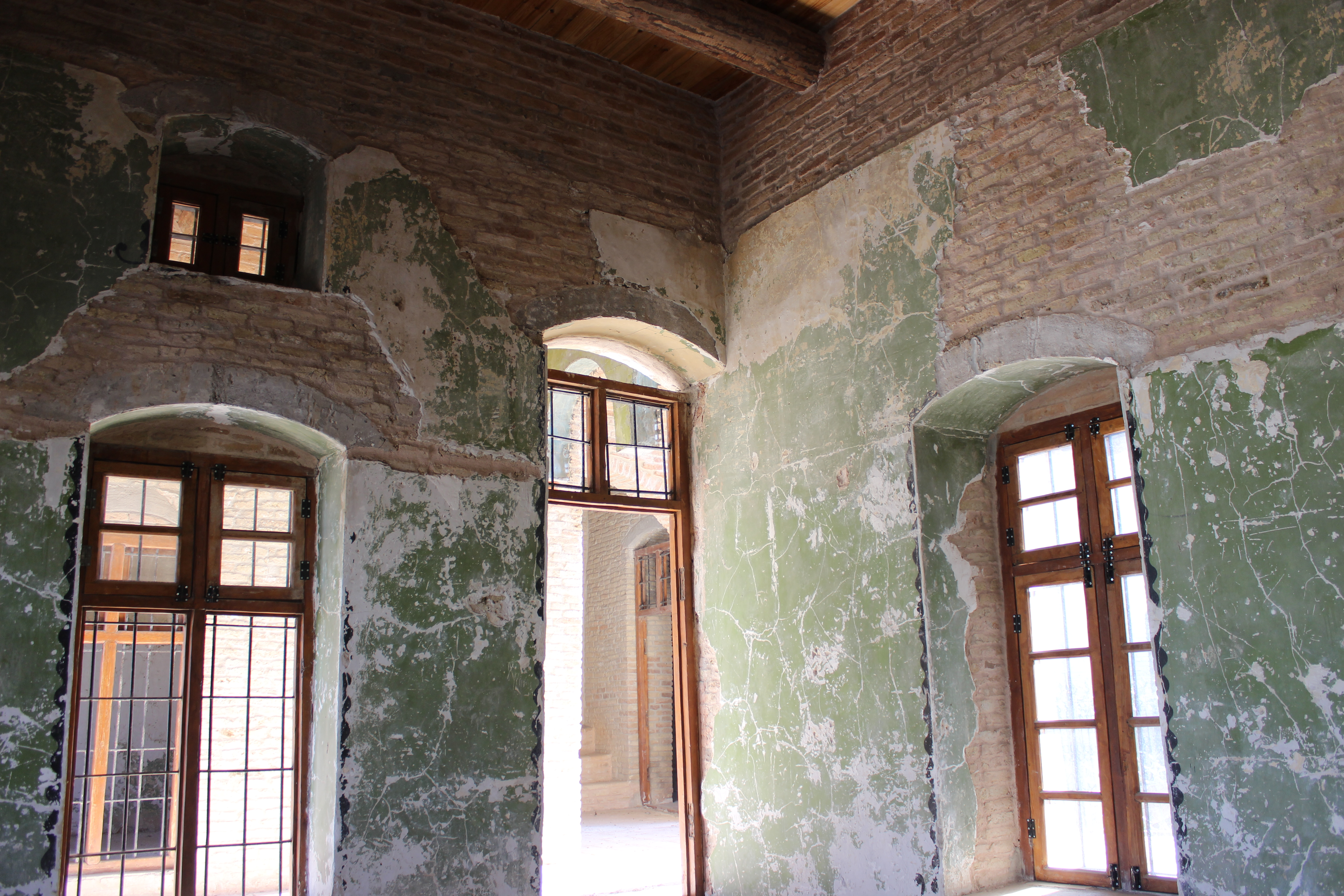
Intérieur d'une maison traditionnelle dans la citadelle d'Erbil.

Le mur d'enceinte de la citadelle n'est pas un mur de fortification continu, mais se compose des façades d'une centaine de maisons construites les unes contre les autres. Parce qu'elles ont été construites sur ou à proximité de la pente raide du monticule de la citadelle, nombre de ces façades ont été renforcées et soutenues par des contreforts pour éviter leur effondrement ou leur affaissement. Il y avait environ 30 palais, la plupart d'entre eux situés le long du périmètre de la citadelle. La plus ancienne maison survivante pouvant être datée en toute sécurité par une inscription a été construite en 1893. Les maisons les plus anciennes peuvent être trouvées sur le côté sud-est du monticule, alors que les maisons du périmètre nord datent des années 1930-1940,. Avant l'introduction des techniques de construction modernes, la plupart des maisons de la citadelle étaient construites autour d'une cour. Une arcade surélevée donnant sur la cour, un toit plat et une entrée coudée pour empêcher la vue sur la cour et l'intérieur de la maison étaient des éléments caractéristiques des maisons de la citadelle.

## Recherche et restauration

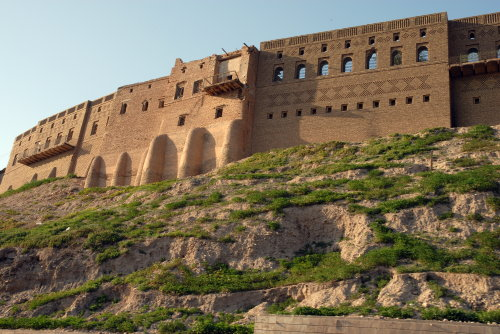
Façades de maisons restaurées le long du périmètre sud de la citadelle.

En 2006 et 2007, une équipe de l' Université de Bohême de l'Ouest, en collaboration avec l'Université Salahaddin d'Arbil, a mené une étude et une évaluation approfondies de l'ensemble de la citadelle. Dans le cadre de ce projet, des mesures géodésiques de la citadelle ont été prises et celles-ci ont été combinées avec des images par satellite, des images photographiques normales et des photographies aériennes pour créer une carte et un modèle 3D numérique du monticule de la citadelle et des maisons qui se trouvent au-dessus. Des prospections géophysiques ont été menées dans certaines zones de la citadelle pour détecter des traces d'architecture plus ancienne enfouies sous les maisons actuelles. Les recherches archéologiques comprenaient une enquête archéologique sur le versant ouest de la butte de la citadelle et le creusement d'une petite tranchée d'essai dans la partie est de la citadelle.
Une tombe à chambre néo-assyrienne a été découverte au pied de la butte de la citadelle lors de travaux de construction en 2009. Elle a ensuite été fouillée par le service local des antiquités et des archéologues de l'Institut archéologique allemand (DAI ). Le tombeau a été pillé dans l'Antiquité, mais contenait encore de la poterie datant des VIIIe et VIIe siècles av. J.-C.. La coopération entre le Service des antiquités et le DAI s'est poursuivie plus tard dans l'année avec une enquête plus approfondie sur la tombe, une petite fouille à proximité et une étude géophysique de la zone environnante, à laquelle ont également participé des étudiants de l'Université de Salahaddin. Ces enquêtes ont révélé la présence d'une architecture datant probablement de la période néo-assyrienne, ainsi que d'autres sépultures appartenant aux siècles suivants.

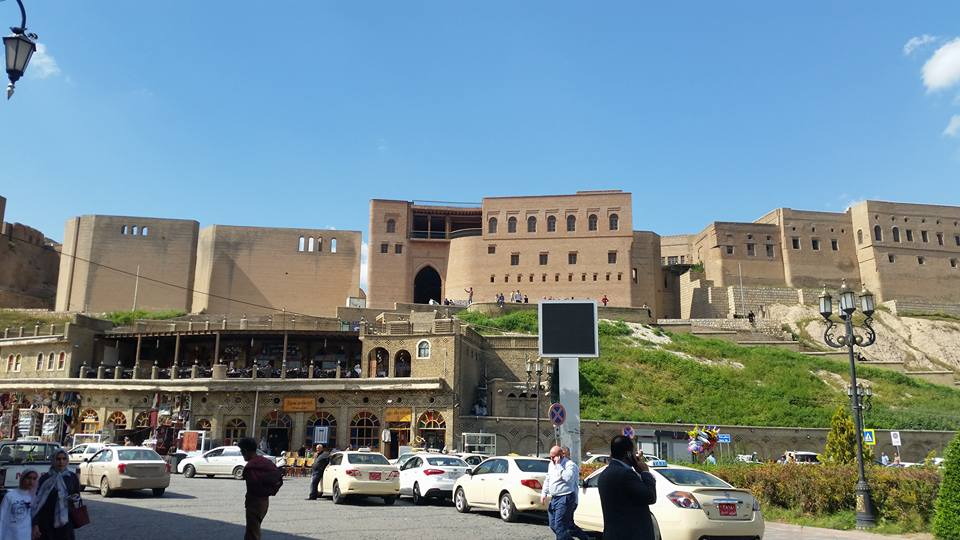
Entrée de la citadelle d'Erbil (vue de face).

En 2007, le Gouvernement régional du Kurdistan (KRG) a créé le Haut-Commissariat à la revitalisation de la citadelle d'Erbil (HCECR) pour préserver et restaurer la citadelle avec l'aide de l'UNESCO. Entre autres choses, le HCECR préconise l'établissement d'une zone s'étendant jusqu'à 300–400 mètres de la citadelle dans laquelle la hauteur des bâtiments devrait être limitée à environ 10 m. Cela assurerait la domination visuelle de la citadelle sur ses environs.
Le 2 avril 2019, la NASA a décrit la citadelle historique comme peut-être la plus ancienne colonie humaine occupée en continu au monde,.

### Statut de patrimoine mondial de l'UNESCO
Le 8 janvier 2010, le HCECR et le Conseil d'État irakien pour les antiquités et le patrimoine (SBAH) ont soumis la citadelle d'Erbil à la liste indicative irakienne des sites considérés pour proposition d'inscription au patrimoine mondial. La soumission déclare que « la citadelle est aujourd'hui l'un des sites culturels les plus spectaculaires et visuellement passionnants, non seulement au Moyen-Orient, mais aussi dans le monde ». Deux autres accords entre le HCECR et l'UNESCO ont été signés en mars 2010 et il a été révélé que le gouvernorat d'Arbil financera le projet de restauration à hauteur de 13 millions de dollars. Les premiers travaux de restauration ont été effectués en juin 2010. La citadelle a été inscrite sur la liste du patrimoine mondial le 21 juin 2014. En janvier 2017, l'UNESCO a indiqué que le site pourrait être retiré de la liste en raison de la lenteur des progrès réalisés dans le programme de restauration.

### Images
Photos de la citadelle d'Erbil prises pendant les travaux de restauration de 2014.

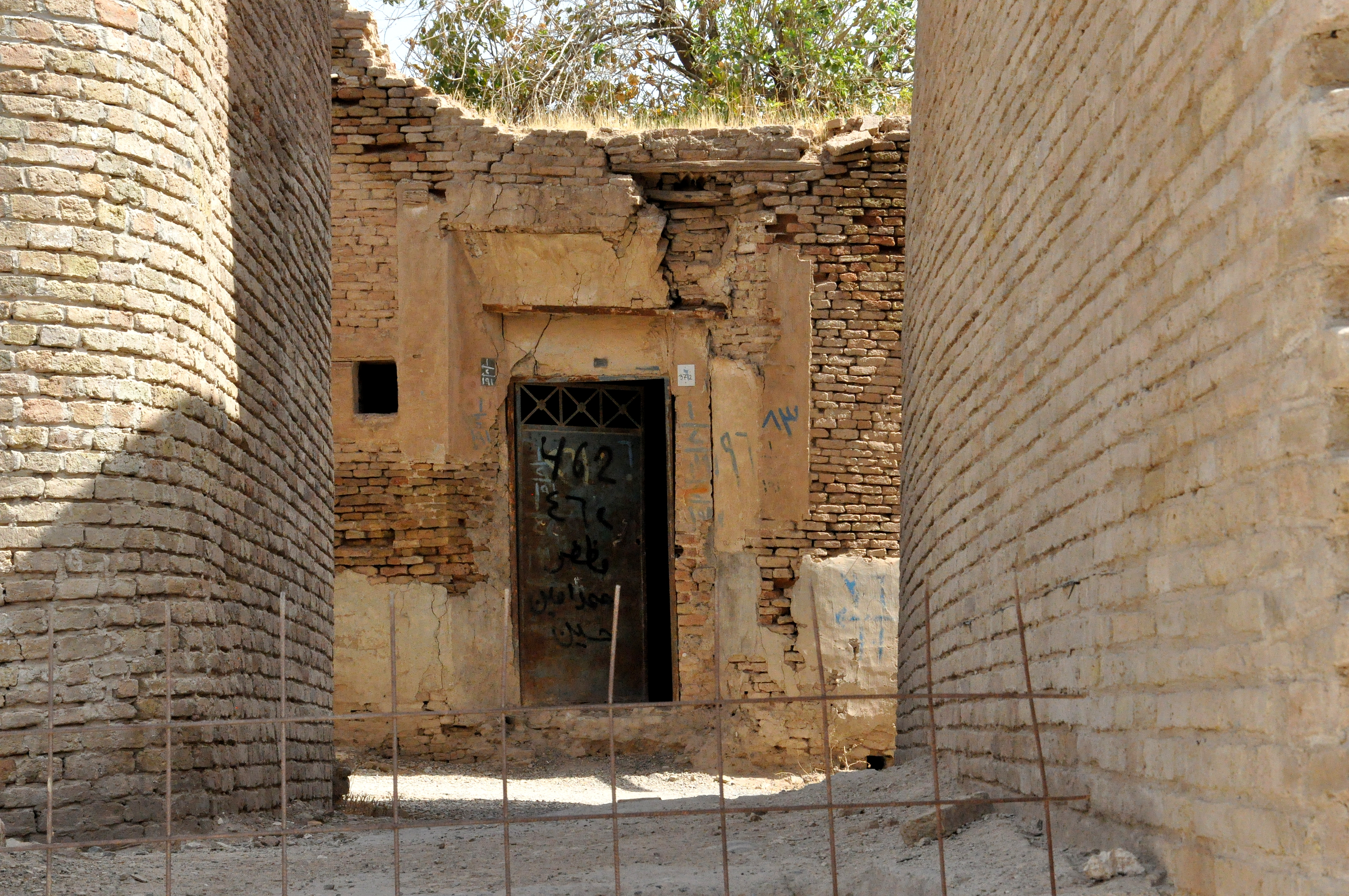
Une allée de la citadelle, pendant les travaux de restauration de 2014.
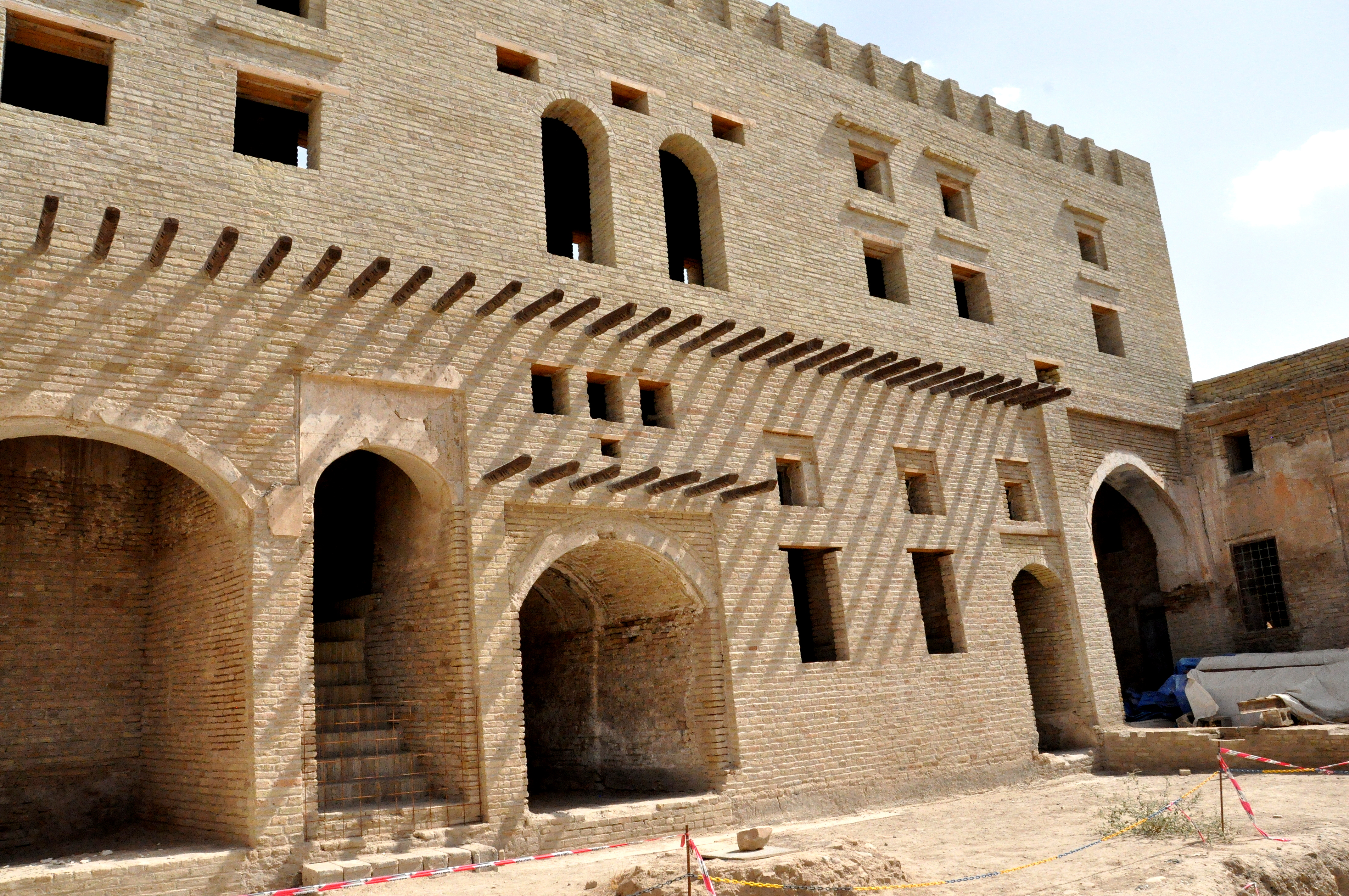
La citadelle d'Erbil, pendant les travaux de restauration de 2014.
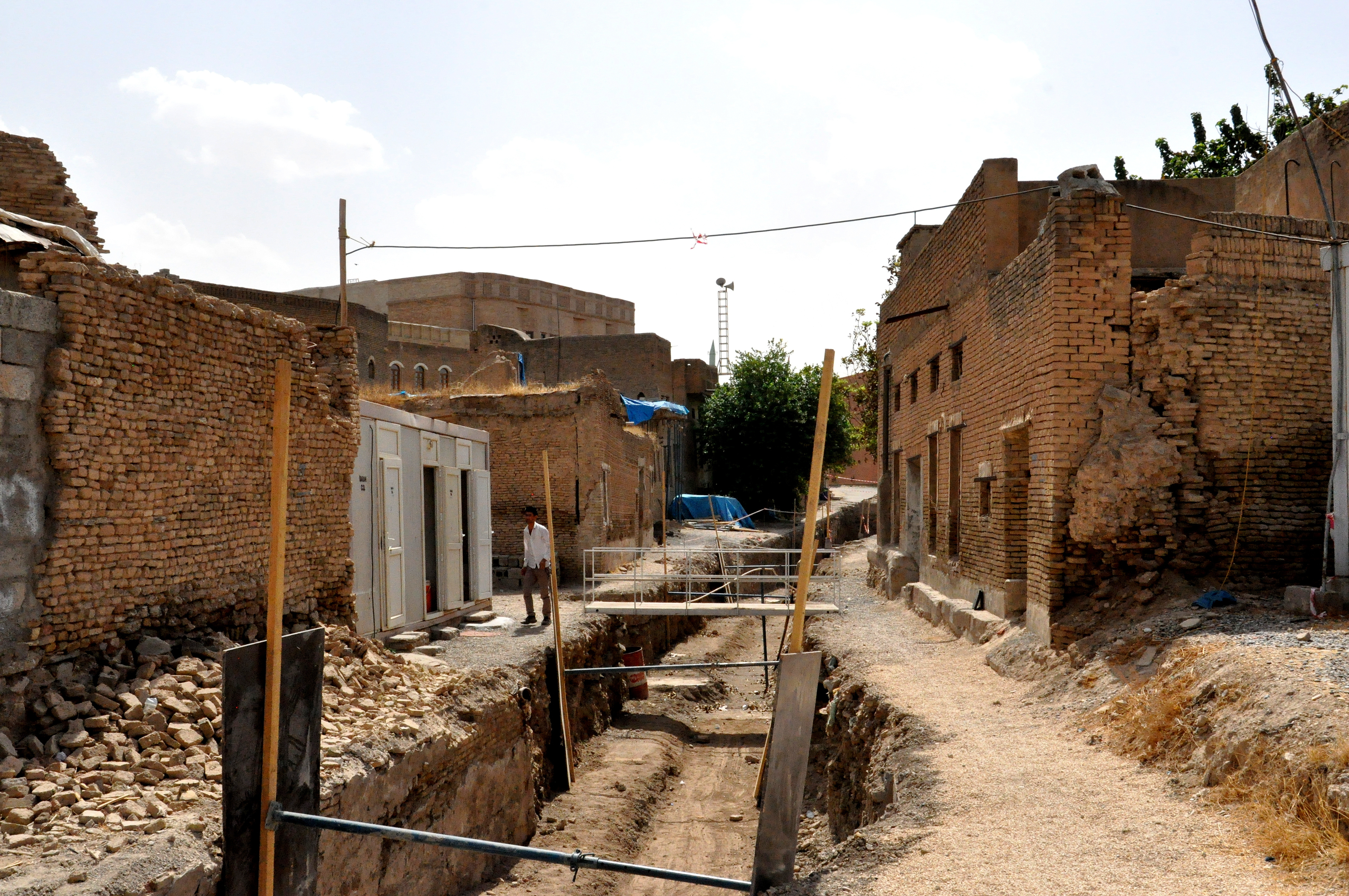
La citadelle, pendant les travaux de restauration de 2014.
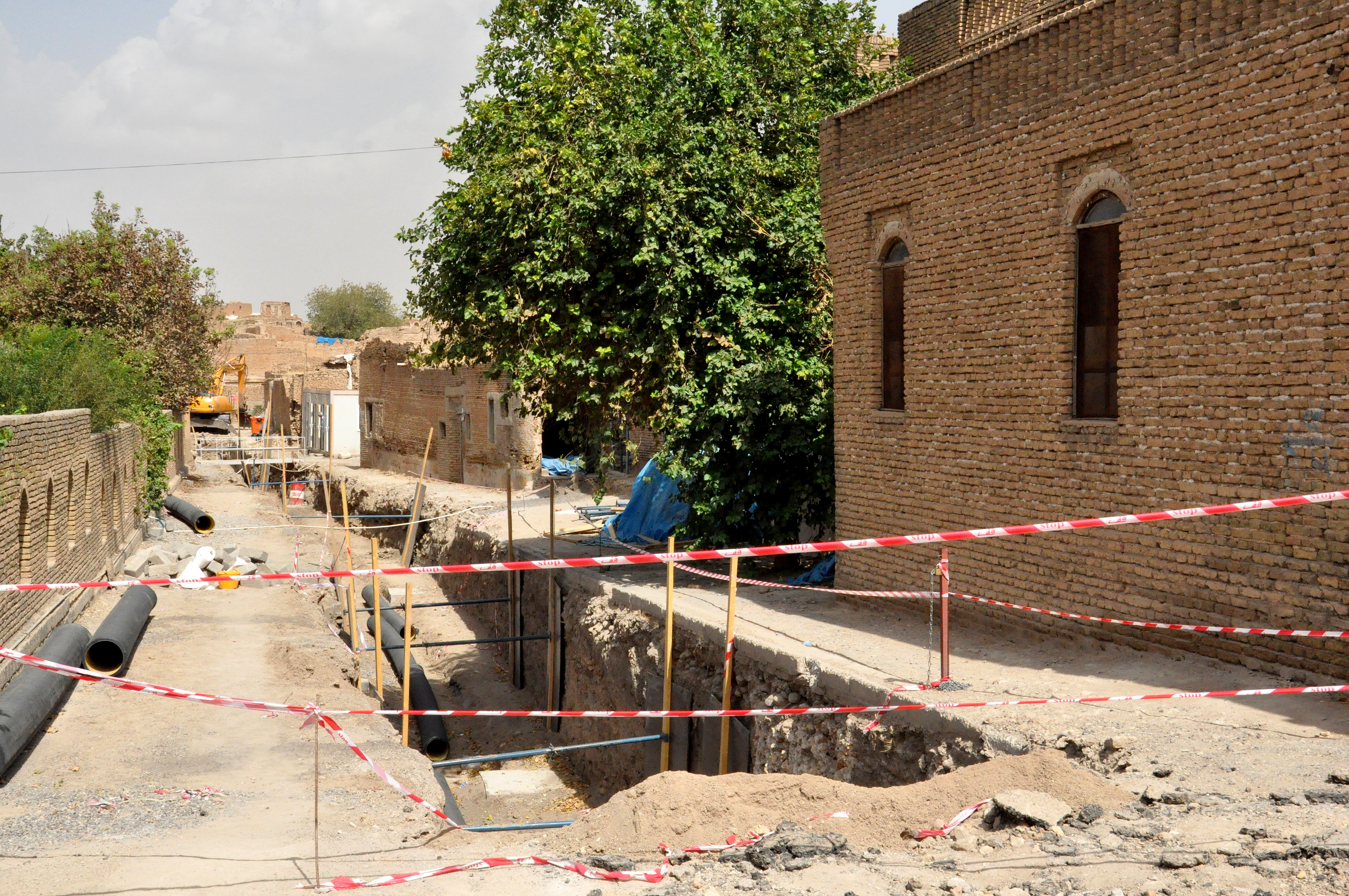
La citadelle, pendant les travaux de restauration de 2014.
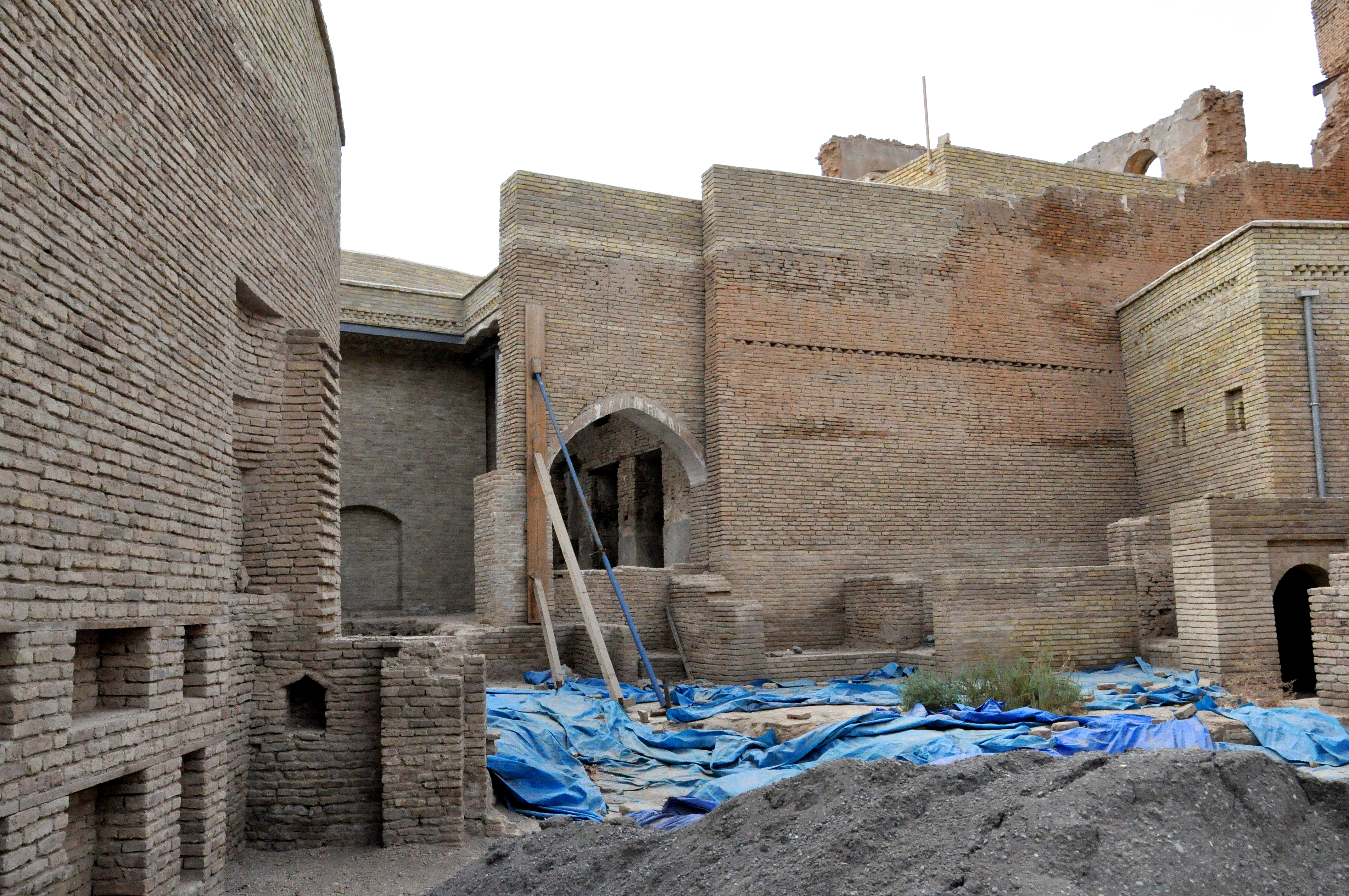
La citadelle, pendant les travaux de restauration de 2014.
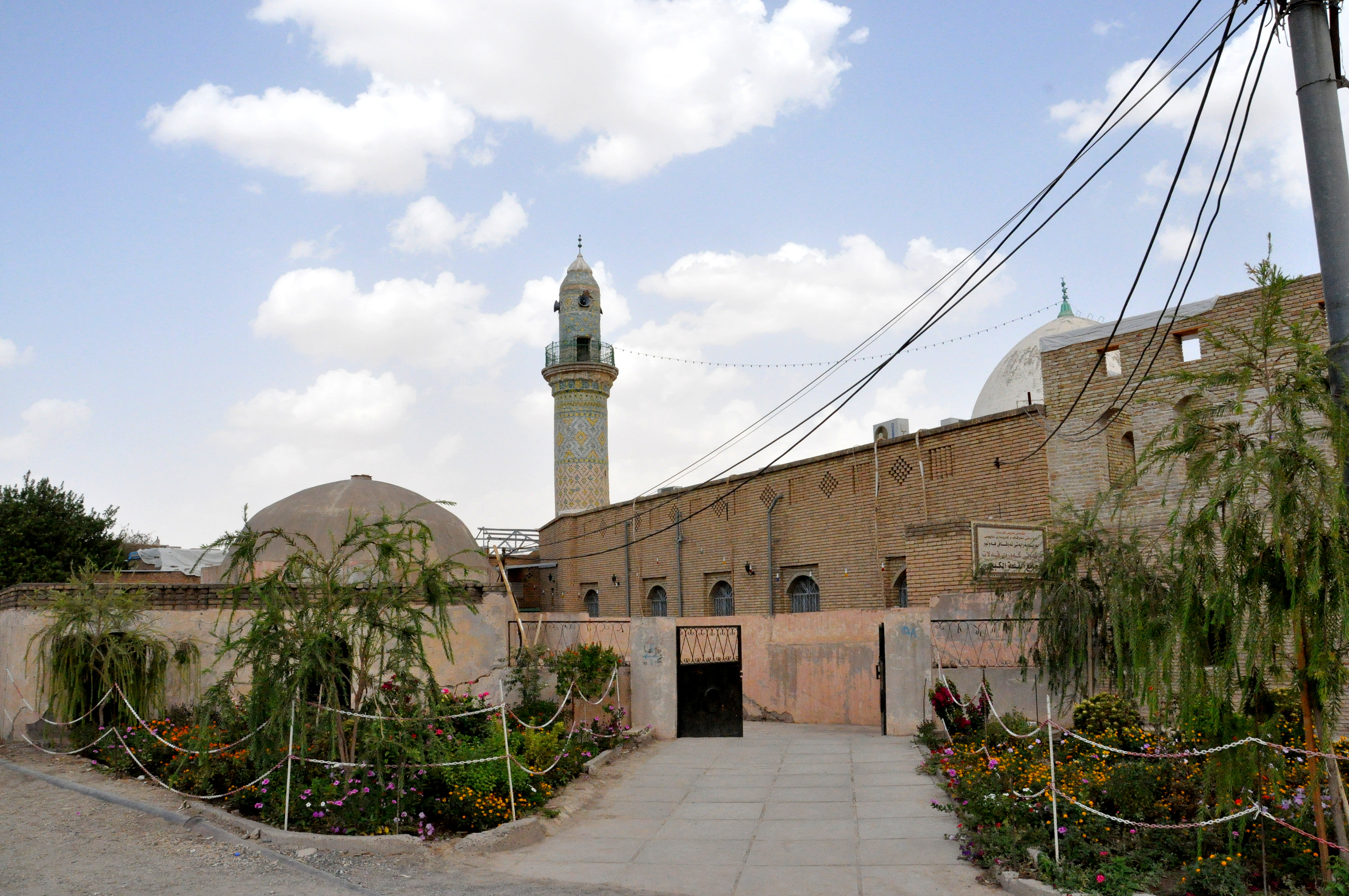
La citadelle, pendant les travaux de restauration de 2014.
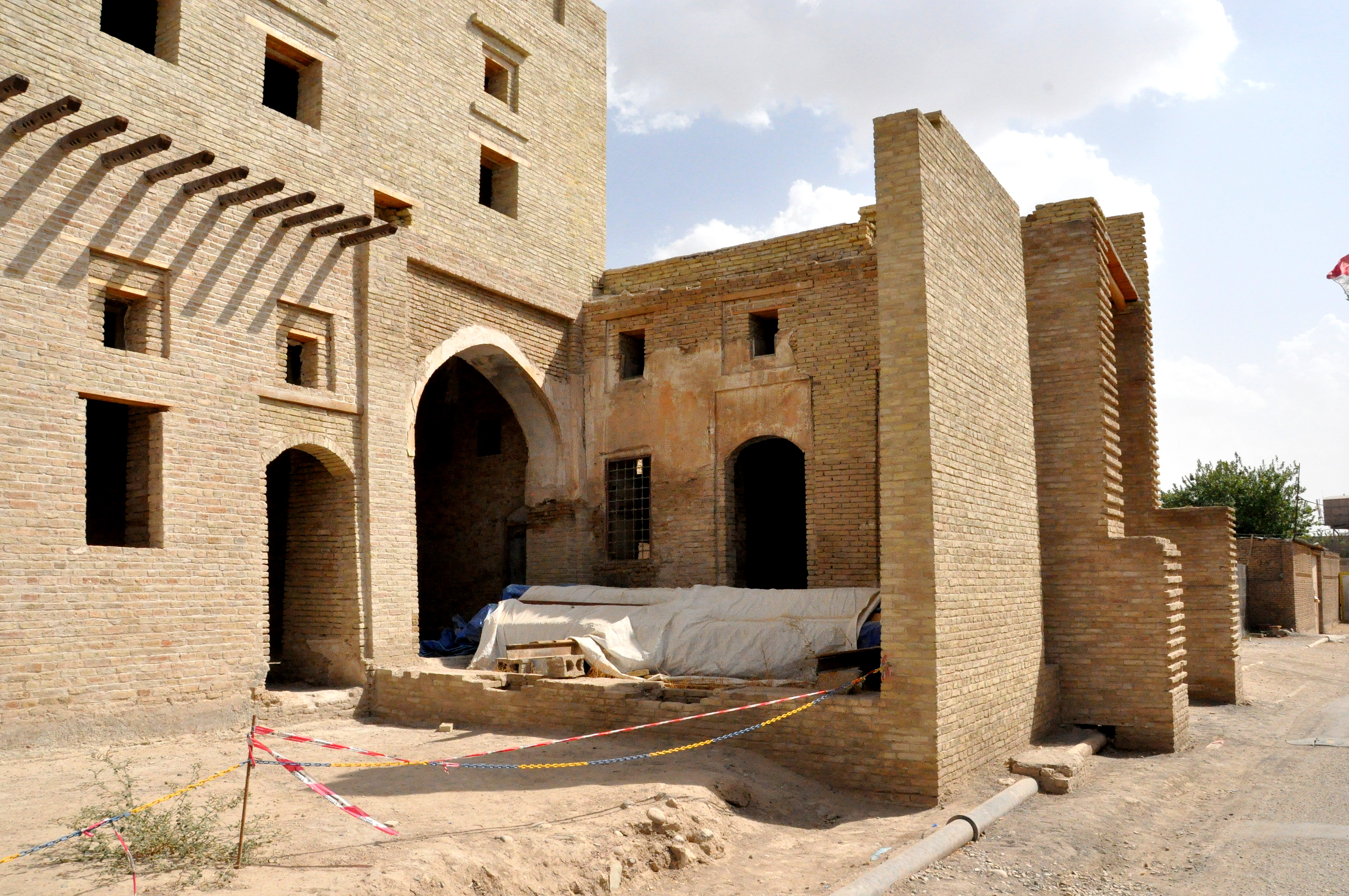
La citadelle, pendant les travaux de restauration de 2014.
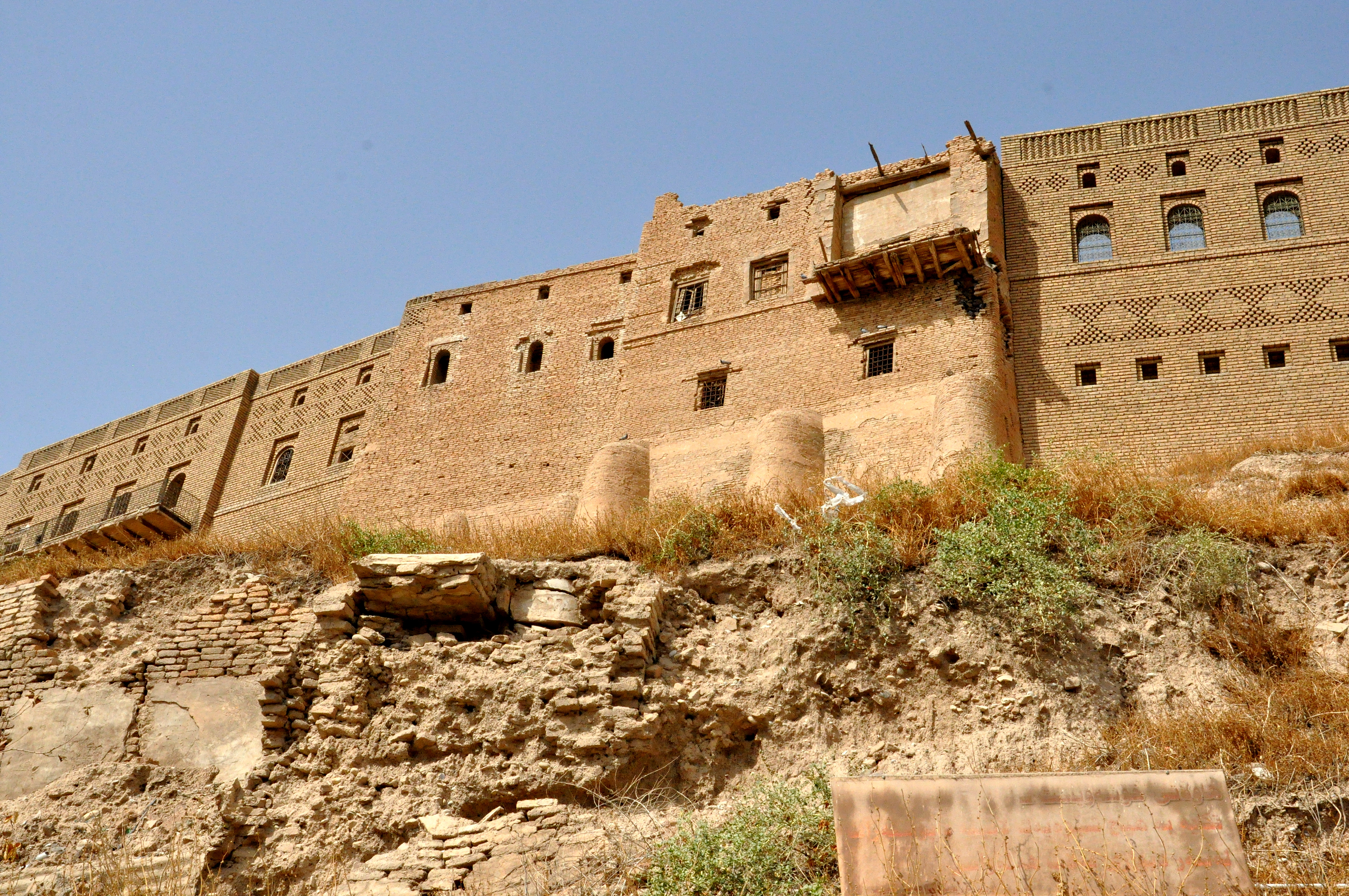
Les murs de la citadelle, pendant les travaux de restauration de 2014.
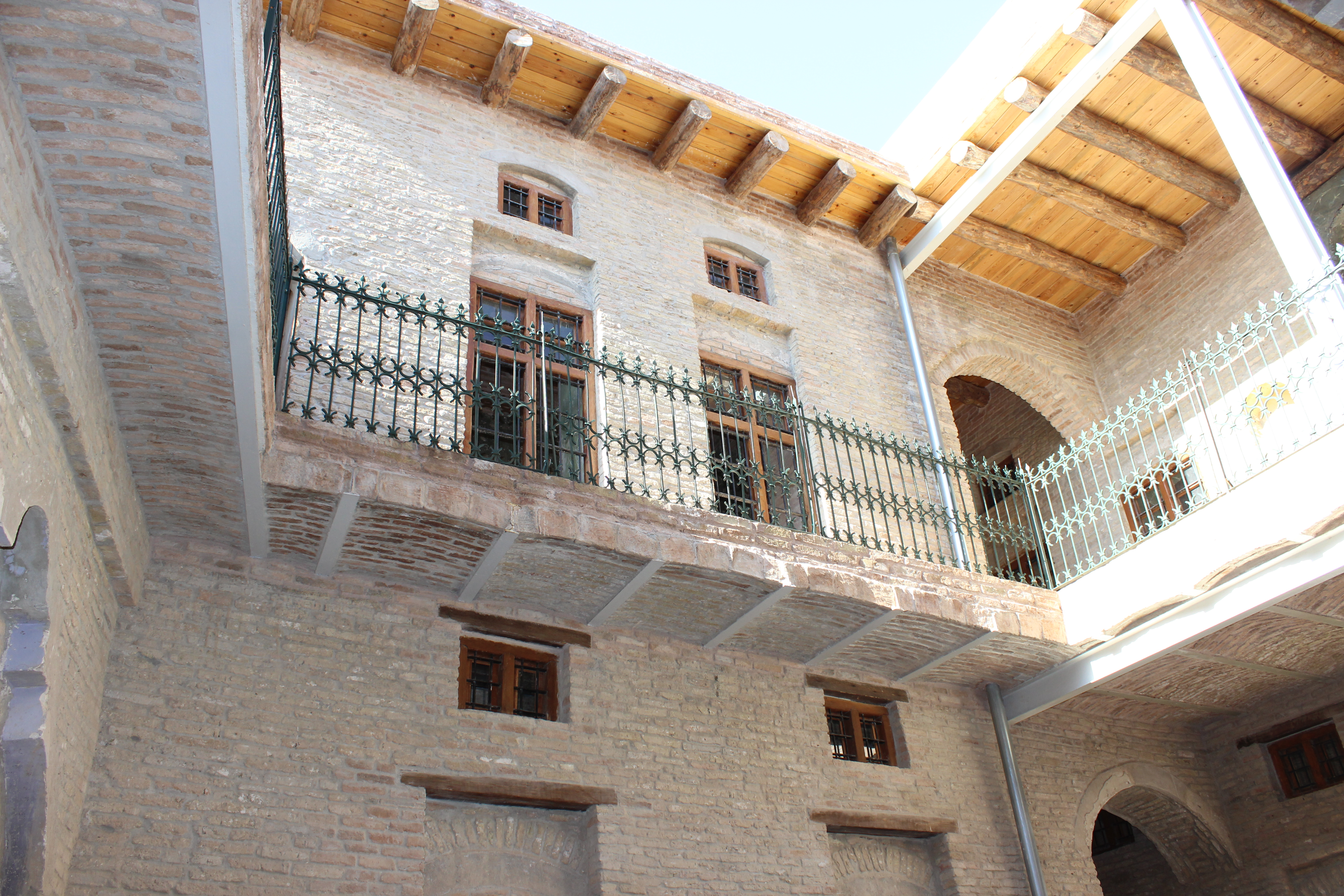
Cour d'une maison traditionnelle de la citadelle d'Erbil.
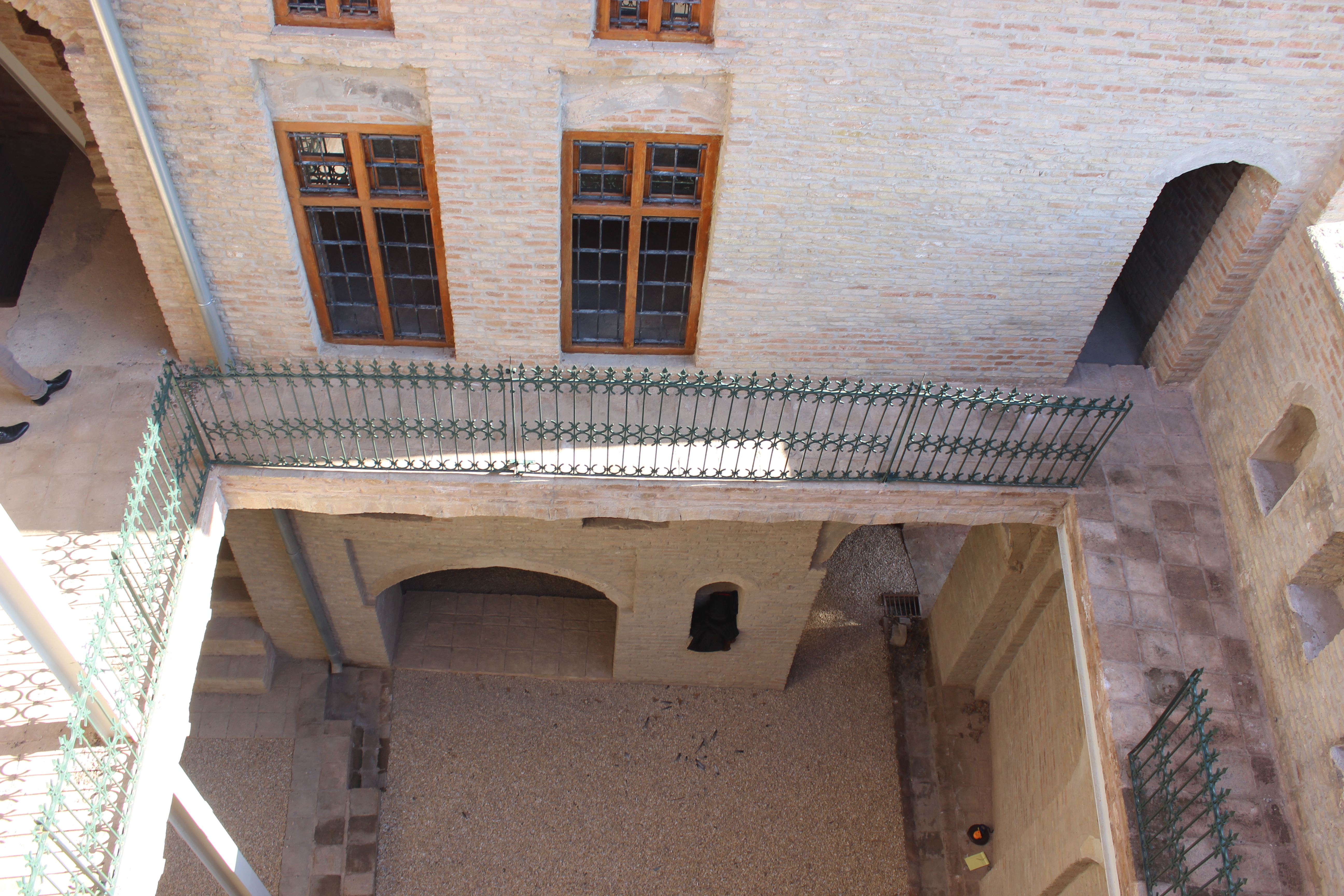
Cour d'une maison traditionnelle de la citadelle d'Erbil.
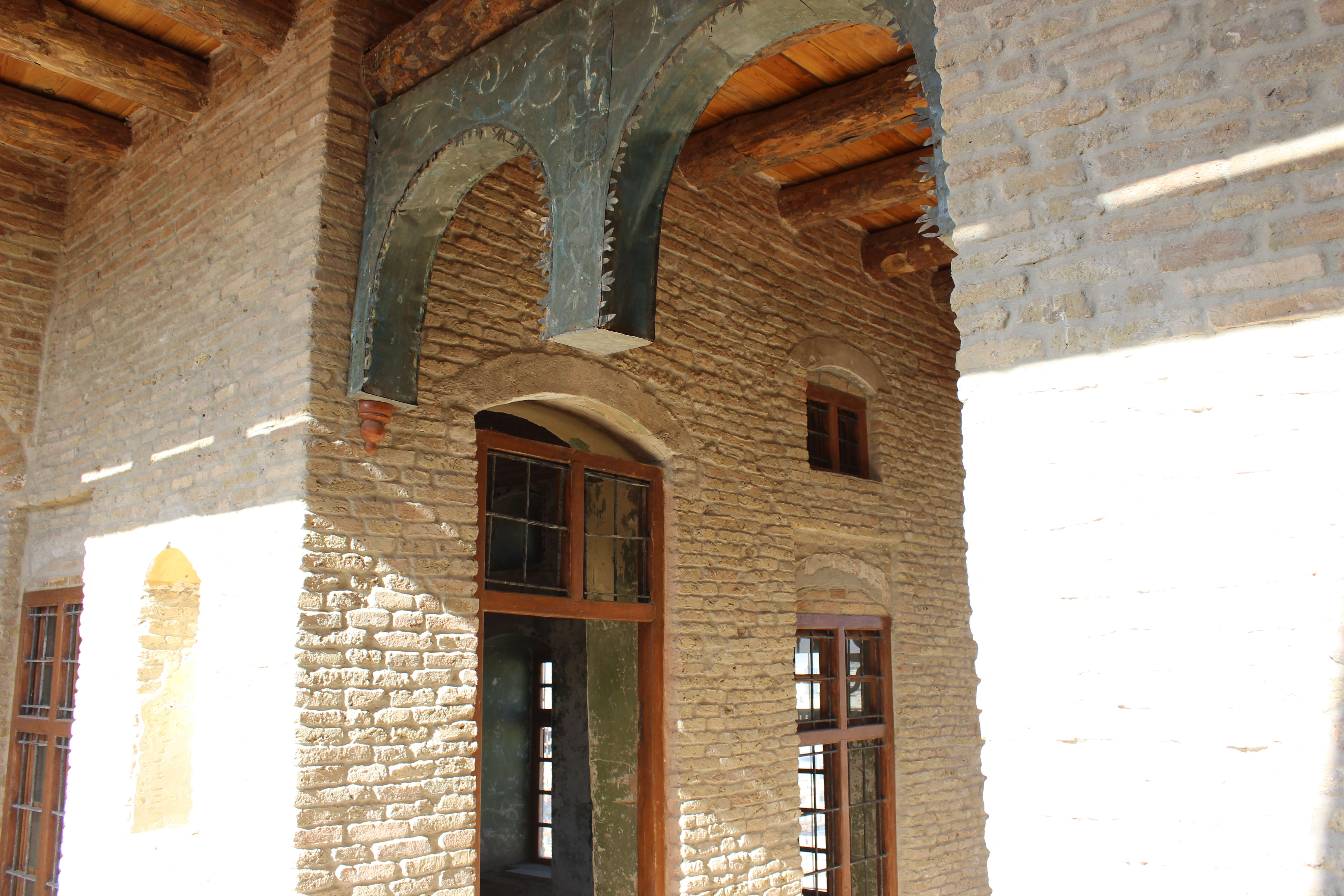
Ornements et détails d'une maison traditionnelle de la citadelle d'Erbil.
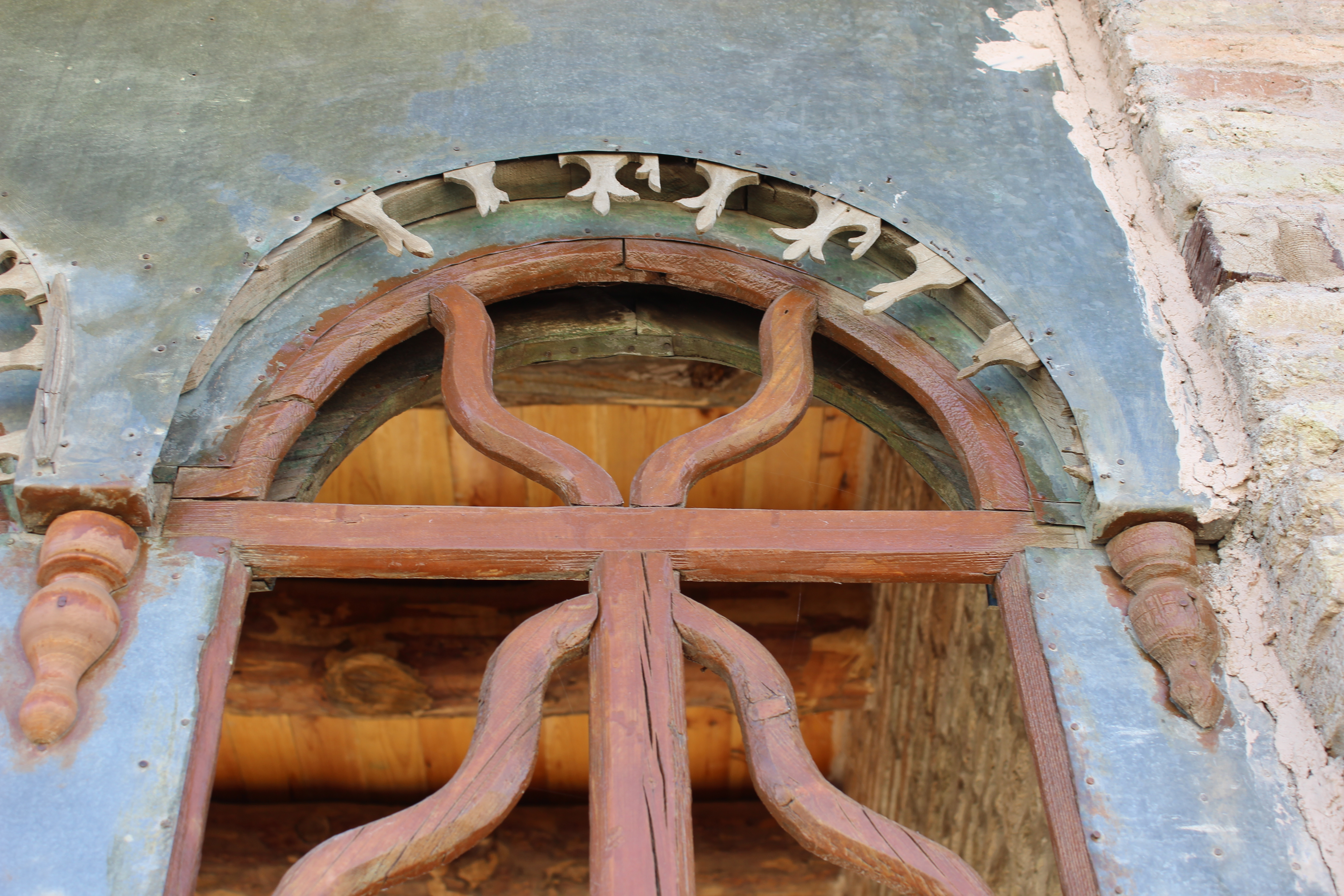
Ornements et détails d'une maison traditionnelle de la citadelle d'Erbil.
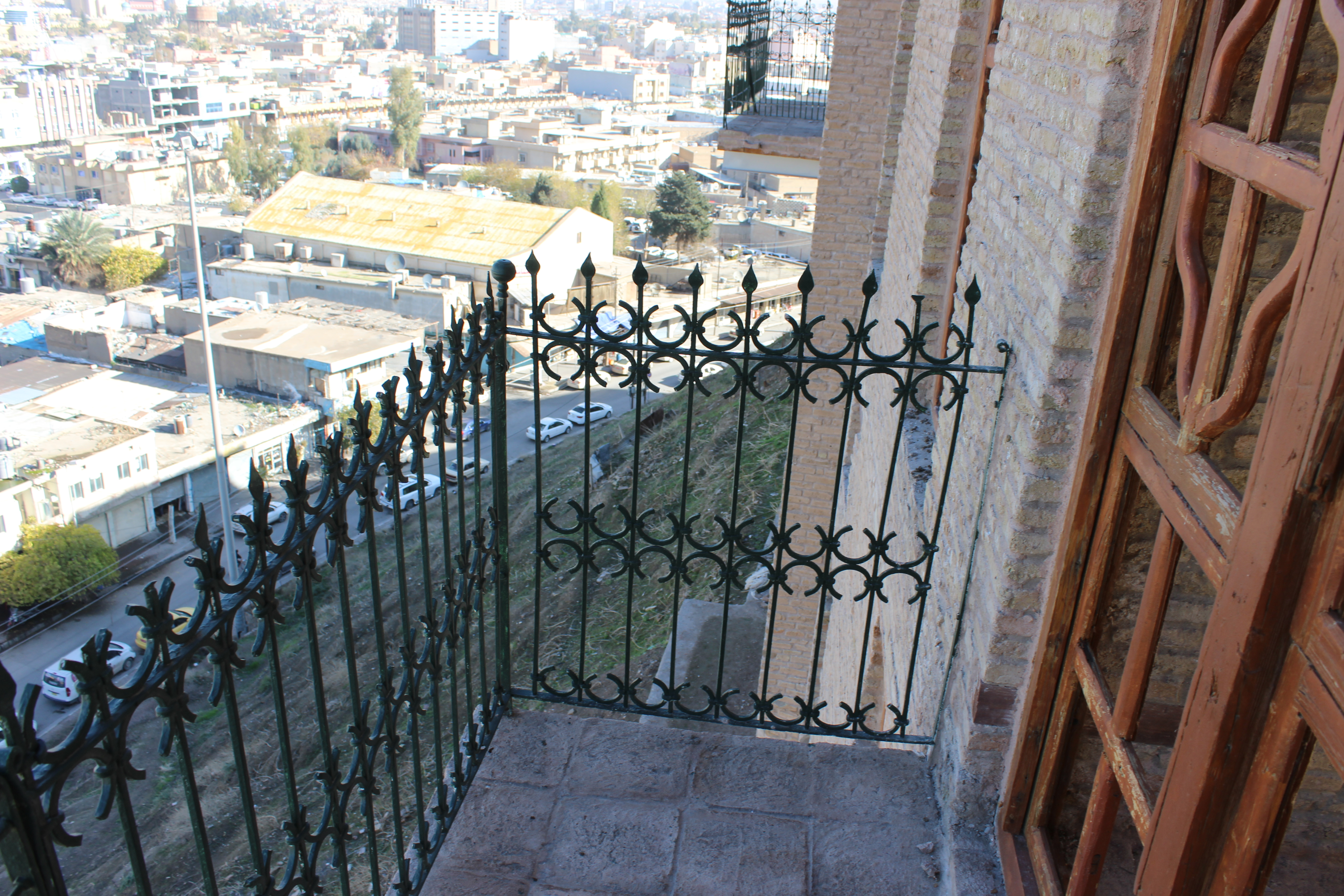
Un balcon avec balustrade ornementée dans une maison traditionnelle de la citadelle d'Erbil.